# NGC 471
NGC 471 is een lensvormig sterrenstelsel in het sterrenbeeld Vissen. Het hemelobject ligt 168 miljoen lichtjaar van de Aarde verwijderd en werd op 3 november 1864 ontdekt door de Duitse astronoom Albert Marth.

## Synoniemen
- PGC 4793
- UGC 861
- MCG 2-4-24
- ZWG 436.29
- IRAS01173+1431